# Gold Star Music
Gold Star Music, (también conocida como Gold Star La Familia) fue una compañía discográfica fundada por Héctor "El Father" y Javier 'Cholo' Gómez en 2004. Fue considerada una de las discográficas más grandes del género reguetón desde el 2004 hasta su desaparición en 2009. En 2019 volvió a su actividad de la mano de otros artistas y un relanzamiento de su álbum de varios artistas bajo el sello, Los anormales, esto en colaboración con BMG.

## General
Gold Star Music Corp fundada por Héctor el Father y su productor asociado Javier Gómez. A más de 10 años de su disolución el artista Maximus Wel relanzó la compañía Gold Star Music Management con sede en San Juan, Puerto Rico Actualmente ninguno de los artistas que conformaron el primer sello se encuentra trabajando con la compañía vigente.

## Álbumes
- 2004: Los Bacatranes
- 2004: Los anormales
- 2005: Sangre nueva
- 2005: Gold Star Music: Reggaeton Hits
- 2006: Pégate aquí y chupa un rato
- 2006: Los rompe discotekas
- 2006: Gold Star Music: La Familia LIVE

## Artistas

### Primer sello
- Héctor "El Father"
- Trébol Clan (2004-2007)[6]
- Banda Algarete (2004-2007)
- Jomar "El Caballo Negro" (2004-2006)[7]
- Yomo (2005-2008)[6]
- Kartier (2005-2007)
- Ariel El Puro (2005-2007)
- Polaco (2005-2008)
- Naldo "Sangre Nueva"
- Alexis & Fido[8] (booking)

### Segundo sello
- Maximus Wel[9]
- Diem BB[10]
- Mariah Angeliq

## Productores
- Revol
- Nely
- Mambo Kingz
- Naldo
- Notty Boy
- Mekka
- Rifo Killa

## Compositores
- Lele
- Wise The Gold Pen